# 沢井真帆
沢井 真帆（さわい まほ、1984年7月3日 - ）は、日本の元AV女優。
埼玉県出身。血液型:A型。身長:161cm、スリーサイズ:B83・W59・H85。

## 略歴・人物
2005年にAVデビューした企画単体女優である。

## 出演作品

### アダルトビデオ
2005年
- 夏痴漢 萌いじり（7月20日、イマージュ）オムニバス作品
- CRAZY LEGS（7月30日、レックオーバー）オムニバス作品
- 元気のミナモト（8月1日、アイデアポケット）共演:中野美奈 ※「高原アヤ」名義
- 美人OL 美尻の秘尻 02（8月11日、プレステージ）
- ボクだけの保母さん（8月20日、イマージュ）オムニバス作品
- エネママニア（9月19日、ドグマ）共演:長瀬あずさ
- 裏夜這い村 風習の中の痴女（12月15日、ワープエンタテインメント）共演:早乙女みなき
- 新・彼女とカノジョ* 10（11月9日、ゴーゴーズ）共演:若葉ひな
- 憧れのメンズエステの集団痴女に全身変態マッサージ施されてみませんか?（12月23日、アリスJAPAN）共演:片桐美咲、真弓あゆ、夏樹ミク、MAKIYO
- 憧れの生 黒タイツ 2（12月25日、TMクリエイト）他出演:木井香里、岬七瀬、浅野みみ

2006年
- 妄想 変態願望の女医（1月19日、タカラ映像）
- 失禁びしょ濡れマゾ（1月21日、アヴァ）
- ツンデレLOVE（2月3日、TMA）他出演:天衣みつ、矢藤あき
- レズマジックミラー号 2 女体満載!過重オーバー! 横浜・みなとみらい編（2月16日、ディープス）共演:早乙女みなき
- 大人の参考書 基礎から学べる誰でも簡単にHができる催眠術講座（3月4日、SODクリエイト）オムニバス作品
- 精子のソムリエ（3月19日、クロス）共演:森咲小雪、高見沢郁美、長瀬あずさ
- レズっこペニバンアナルマニア（4月19日、クロス）共演:姫川麗、Aoi.、鈴木ナナ、倉木ゆり
- 公共の営業中サウナにタカ○ジェンヌ風に男装させた女優を放り込め!!（4月20日、甲斐正明事務所）他出演:星乃ゆめ、桜沢まひる
- OLリモコンバイブ野外研修 2（4月21日、笠倉出版社）共演:上原まどか、矢藤あき
- 女子校生フィスト（4月22日、グローリークエスト）
- ULTRA LOOSE 9（5月19日、デジタルアーク）
- コスかの VOL.01 コスプレ彼女…まほ（5月20日、ユープランニング）
- ふたなり少女（5月26日、TMA）共演:恋野恋
- 生出し 女子校生不倫旅行（5月26日、ビッグモーカル）
- 集団痴女ヤリ合コン（6月13日、MOODYZ）…共演:笠木あやか、姫宮ラム、青木真琴、吉岡麗奈
- レズビアンズ 3（6月19日、ドグマ）…共演:夢咲こよい、華純
- 手コキクリニック スペシャル 〜泌尿器科の女医編〜（7月20日、SODクリエイト）共演:瀬名涼子、大石もえ、早瀬京香、一ノ瀬瑠璃香、野村由愛
- レズキス VOL.14 まほ あい（7月22日 ユープランニング）
- 拉致監禁。04（8月18日、ゴーゴーズ）
- GOKKUN 01（8月19日、エムズビデオグループ）
- ふたなりズム 4（8月19日、ドグマ）共演:夢咲こよい、華純 他出演:星ありす、水原あき、綾乃梓
- 飲尿中出しゴックンWメイド（9月19日、エムズビデオグループ）共演:長谷川ちひろ
- モエビ（11月19日、キャンドゥ）
- 〜甘美で卑猥な女3人同居性活〜 美味しい唾液と挿して感じるベロチンコ 2（12月1日、V（ヴィ））共演:長瀬あずさ、平山ここ
- 爆弾リンチ（12月7日、アイエナジー）
- 涼宮ハヒルの憂鬱（12月15日、TMA）
- 求人案内 6（12月25日、TMクリエイト）他出演:ANZ、西村かおり、椿まや、瞳れん、新山はるみ
- 真正中出し!（12月29日、モブスターズ）

2007年
- がまん顔と絶叫顔（1月13日、アロマ企画）他出演:樹林れもん
- 女子アスリートに犯されたいな!!（1月20日、ホットエンターテイメント）共演:小峰由衣、若葉薫子、西野ひなた、羽田つばさ
- M彼女コスプレペット（1月20日 ユープランニング）
- Fool For The Anus!（2月25日、BRAVO）
- 素人初レズ研修旅行 〜レズに興味がある素人達集めてレズ研修しちゃいました。〜（3月2日、GLAY'z）…共演:秦乃美有、大貫かりん、関彩菜、川村カンナ、白石このみ
- 贅沢なお尻（5月17日、SODクリエイト）…共演:早乙女みなき、姫川りな、竹下あや
- 涼宮ハヒルの消失（5月25日、I.B.WORKS）共演:さくらりこ、風吹恋、香坂百合
- まほちゃんだらけの自画撮りおなに〜スペシャル（6月7日、スティルワークス）
- 絶対調教 3 〜いい女が狂うまで〜（6月7日、アタッカーズ）共演:加瀬あゆむ、雛形ともこ
- 拘束フィストファック ガバまん調教（7月1日、ワンズファクトリー）
- 会社痴漢 〜餌食は無垢な女子社員〜 完全版（7月20日、メディアステーション）共演:竹下あや、星野優奈
- 縄・M女優 コレクション Vol.7（8月19日、ドグマ）共演:名波ゆら
- 絞め奮え喉頭を執拗に耽溺 08（10月1日、天奇）他出演:桃井アンナ、如月なお、矢吹涼子、仲村もも
- 禁断のプレイルーム（10月5日、アウダースジャパン）共演:大石もえ、真鍋あや、泉まりん
- DOKIレズ 15（10月5日、アウダースジャパン）共演:大石もえ 他出演:真鍋あや、泉まりん
- 淫乱ふたなり女教師・乃亜（10月19日、ドグマ）共演:乃亜
- 催眠 赤 DX VII 〜スーパーコンプリート編〜（11月16日、アウダースジャパン）共演:姫野愛
- 催眠 赤 DX VII 〜ドキュメント編〜（11月16日、アウダースジャパン）共演:姫野愛
- 催眠 赤 DX VII 〜フリーズmc編〜（11月16日、アウダースジャパン）共演:姫野愛
- MOODYZ女学園 〜性欲処理器にされた集団女子高生〜（12月1日、MOODYZ）共演:前田姫々、姫咲えりか、真鍋美奈、大貫かりん、高嶺みりあ、小口真奈美、愛内もえ、長瀬あずさ、小笠原咲、並樹ゆりあ、綾瀬ゆう、柴咲りお ※AVグランプリ2008 グランプリステージ エントリー作品
- 緊縛露出志願の女（12月1日、シネマジック）
- ボンテージな痴女達 東京リミット HEAT.06（12月25日、ウイークエンダー）共演:麻倉美幸

2008年
- ボトムライン 恥辱のボンテージ MISSION 04（1月22日、ウィークエンダー）共演:相川るい
- 性交エアライン（3月6日、SODクリエイト）…共演:桜沢まひる、花園エレナ、艶藤しおり、美上梨奈、椎名里香、坂下真紀、姫乃さやか、浅野柚
- 裏SSSGPグランプリ レズビアン Vol.01（3月28日 SUPER SONIC SATELLITES）共演:日高ゆりあ、川瀬七夏
- THE リモコンバイブ 4時間スペシャル【OL野外研修編】（3月28日、笠倉出版社）沢井真帆出演作含む総集編もの。
- 生中出しでしか感じない女たち 2（4月11日、TMA）他多数出演
- レズ乱れ4時間 4（5月2日、GLAY'z）沢井真帆出演作含む総集編もの。
- 予備催眠 SP3（5月2日、アウダースジャパン）沢井真帆出演作含む総集編もの。
- ヒロイン残酷物語 VII（6月13日、GIGA）
- 制服美少女グチャグチャ凌辱4時間!（6月13日、MOODYZ）沢井真帆出演作含む総集編もの。
- 浣腸大相撲（7月1日、V（ヴィ））…共演:北沢ゆかり、美瀬純、みなみ渚、桜井華菜、四ツ葉あおい
- 女装M 痴女とニューハーフに犯される僕（7月4日、プールクラブ・エンタテインメント）
- アナルバイブの虜 3（8月8日、プールクラブ・エンタテインメント）他出演:麻木まや、遠藤はるか、矢沢リン、三輪明美、成宮由希、三浦百合子
- 元祖 素人初撮り生中出し 日●テレビ放送女子社員（8月31日、プラム）
- エッチなお姉さんに誘われて 31（10月17日、ケイ・エム・プロデュース）他出演:飯島くらら、神野楓、熊田まき
- 巨大ディルドの虜 03（12月25日、プールクラブ・エンタテインメント）他出演:上原優

### オリジナルビデオ
- 「近親浪漫／ひとつ屋根の下で」監督:秋山ヨシオ（2005年11月21日、TMC）[3]共演:常夏みかん、遠藤礼子、伊藤順一

### 成人映画
- 「桃肌女将のねばり味」監督:竹洞哲也（2007年11月23日、オーピー映画） - 所秀子 役[4]

## テレビ出演
- ゲームレコードGP (MONDO21)